# Douban
Douban.com (tiếng Trung: 豆瓣; Hán-Việt: Đậu Biện; bính âm: Dòubàn) là một trang web dịch vụ mạng xã hội Trung Quốc ra mắt vào ngày 6 tháng 3 năm 2005 cho phép người dùng đăng tải nội dung liên quan đến phim, sách, âm nhạc cũng như các sự kiện và hoạt động đang diễn ra ở các thành phố của Trung Quốc. Douban có thể được xem là một trong những trang web 2.0 có sức ảnh hưởng lớn nhất tại Trung Quốc. Douban cũng vận hành một đài phát thanh trực tuyến từng đứng đầu bảng xếp hạng App Store của iOS vào năm 2012. Douban không bắt buộc người dùng đăng ký tài khoản. Người dùng chưa đăng ký tài khoản có thể tìm kiếm điểm số và bài đánh giá của các tác phẩm, còn người dùng đã đăng ký tài khoản sẽ được giới thiệu những cuốn sách, bộ phim và bài hát mà họ có thể sẽ thích, cũng như sử dụng trang web như một mạng xã hội tương tự WeChat hay Weibo.
Tính đến năm 2013, Douban có 200 triệu người dùng đã đăng ký. Douban phục vụ người dùng nói tiếng Trung và các nội dung trên trang web được viết bằng tiếng Trung, nhưng trang web tổng hợp về các tác phẩm cả bằng tiếng Trung lẫn tiếng nước ngoài. Nhiều tác giả và nhà phê bình Trung Quốc đặt trang chủ của mình trên Douban.

## Tên gọi
Trang web được đặt tên theo một con hẻm ở quận Triều Dương, Bắc Kinh, nơi nhà sáng lập của Douban từng sống khi bắt đầu xây dựng trang web.

## Nhà sáng lập
Douban được thành lập bởi Dương Bột (杨勃). Anh từng học chuyên ngành Vật lý tại trường Đại học Thanh Hoa rồi sau đó học Thạc sĩ chuyên ngành Vật lý tính toán tại trường Đại học California tại San Diego. Sau khi lấy bằng Thạc sĩ, anh trở thành một nhà khoa học khiên cứu tại IBM. Sau đó anh quay trở lại Trung Quốc và trở thành Giám đốc Công nghệ của một công ty phần mềm do một người bạn thành lập. Năm 2005, anh bắt đầu một mình xây dựng một trang web 2.0 về du lịch với tên gọi Lüzong (驴宗) ở Bắc Kinh. Tuy nhiên, sau vài tháng, Lüzong đã trở thành trang web mà giờ đây có tên là Douban.

## Lịch sử

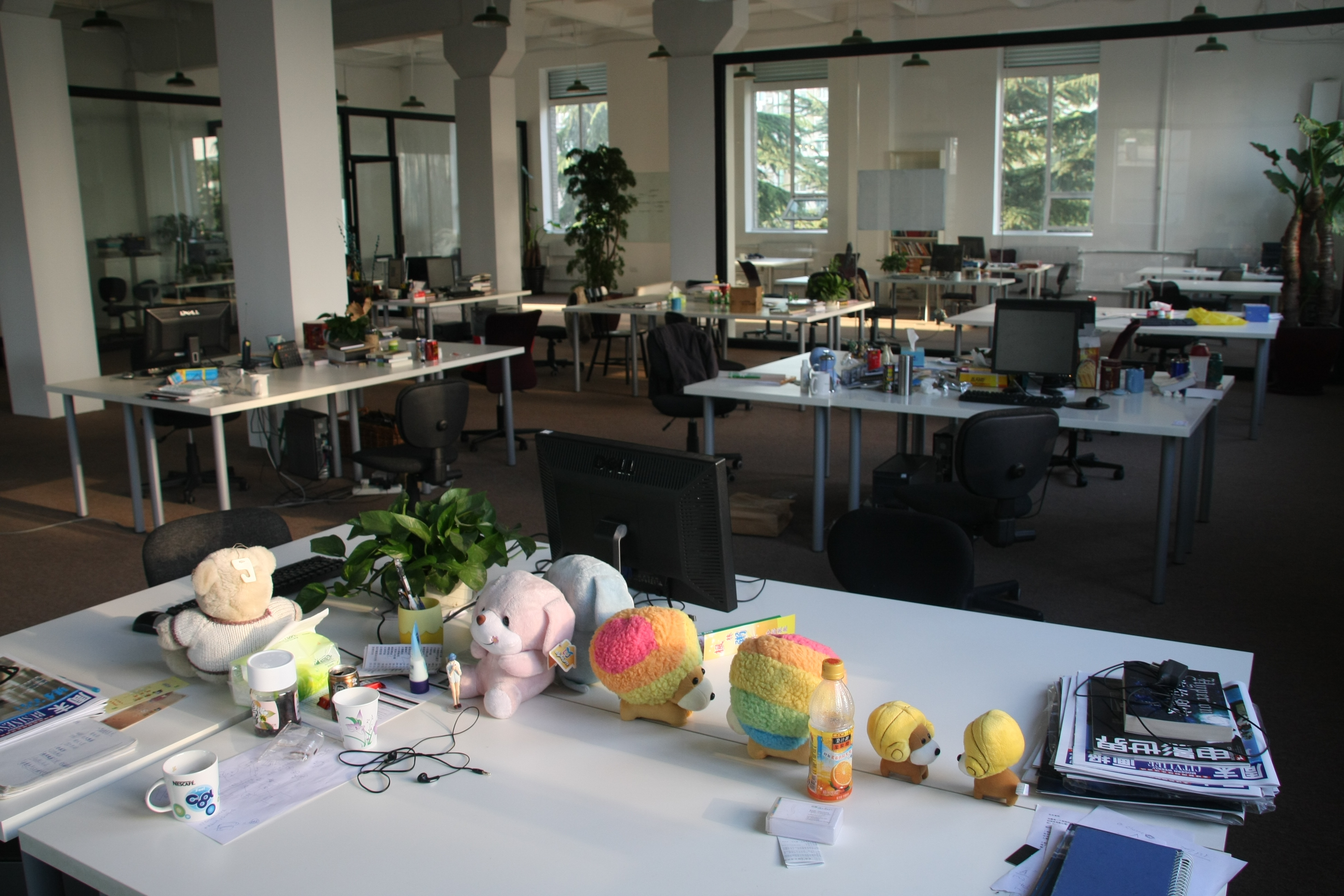
Văn phòng của Douban.com

### 2005
- Ngày 6 tháng 3: bắt đầu cho phép đăng ký tài khoản.
- Ngày 8 tháng 3: ra mắt tính năng Tổ (小组).[4]
- Ngày 9 tháng 3: chủ đề đầu tiên xuất hiện trên Tổ.
- Ngày 6 tháng 7: ra mắt phiên bản tiếng Phồn thể.
- Ngày 23 tháng 8: ra mắt tính năng Douban Location (豆瓣同城)[5] cho phép người dùng chia sẻ và khám phá các sự kiện và hoạt động ở gần mình.
- Ngày 8 tháng 12: bắt đầu thử nghiệm phiên bản tiếng Anh.